# بهارک فراهم
بهارک فراهم (نام علمی: Corydalis verticillaris) نام یک گونه از تیره (زیست شناسی) شقایقیان است. نام یک گونه (زیست‌شناسی) از سرده بهارک است.